# ГЕС Понте-Гардена
ГЕС Понте-Гардена (італ. Ponte Gardena, нім. Waidbruck) — гідроелектростанція на півночі Італії, на схід від Больцано. Знаходячись між ГЕС Брессаноне (вище по течії) та ГЕС Кардано, входить до каскаду на річці Ізарко (ліва притока Адідже, яка впадає в Адріатичне море утворюючи спільну дельту із По).
Ізарко дренує цілий ряд альпійських гірських хребтів — Штубайські та Зарнтальські Альпи на західній стороні долини, Ціллертальські Альпи та гори Ф'ємме на східній стороні. Саме на ділянці між Ф'ємме та Зарнтальськими Альпами, в районі Фунес, річку перегородили греблею, яка відводить воду до дериваційного тунелю. Останній прямує через правобережний гірський масив та має довжину 7,5 км.
Підземний машинний зал, розташований біля селища Понте-Гардена, обладнаний трьома турбінами типу Френсіс загальною потужністю 55 МВт, які при напорі у 60 метрів забезпечують виробництво 223 млн кВт·год електроенергії на рік.
Станція управляється дистанційно з диспетчерського центру в Больцано.